# Chu Trang Vương
Chu Trang Vương (chữ Hán: 周莊王; trị vì: 696 TCN - 682 TCN), tên thật là Cơ Đà (姬佗), là vị vua thứ 15 của nhà Chu trong lịch sử Trung Quốc.

## Thân thế
Ông là con trai của Chu Hoàn Vương – vua thứ 14 nhà Chu.

## Trị vì
Năm 693 TCN, đại thần Chu công Hắc Kiên muốn hại Trang Vương để lập em ông là vương tử Khắc làm vua. Chu Trang Vương được Tân Bá báo cho mưu đồ của Hắc Kiên.
Ông bèn ra tay trước, giết chết Chu công Hắc Kiên. Vương tử Khắc bỏ chạy sang nước Yên.
Năm 688 TCN, Tề Tương công lấy cớ Vệ Kiềm Mâu cướp ngôi vua bèn đánh nước Vệ. Kiềm Mâu sai người cầu cứu nhà Chu. Chu Trang Vương sai Tử Đột đi cứu Vệ. Quân nhà Chu ít và yếu không địch nổi quân Tề. Tử Đột tử trận, Kiềm Mâu bỏ chạy sang nhà Chu. Tề Tương công đưa Vệ Huệ công phục vị.
Năm 682 TCN, Chu Trang Vương mất. Ông ở ngôi 15 năm. Thái tử Cơ Hồ Tề lên nối ngôi, tức là Chu Ly Vương.